# Тед Кенеди
Едвард Мур Кенеди (енгл. Edward Moore Kennedy; Бостон, 22. фебруар 1932 — Хјанис Порт, Масачусетс, 25. август 2009), познатији као Тед Кенеди (енгл. Ted Kennedy), био је амерички сенатор Масачусетса, члан Демократске странке, изабран први пут за сенатора у новембру 1962. године.
Био је најмлађи брат Џона Кенедија и Роберта Кенедија. Двадесетог маја 2008. године откривен му је тумор на мозгу. 2. јуна 2008. извршена му је 3,5 - часовна операција, коју је спровео др Алан Фридман. После недељу дана је изашао из болнице. Умро је 25. августа 2009. године у 77. години живота, у породичном летњиковцу на Кејп Коду. Едвард Кенеди се женио два пута и има троје деце, из првог брака.